# العلاقات الطاجيكستانية الكونغوية
العلاقات الكونغولية الطاجيكستانية هي العلاقات الثنائية التي تجمع بين جمهورية الكونغو وطاجيكستان.

## مقارنة بين البلدين
هذه مقارنة عامة ومرجعية للدولتين:
| وجه المقارنة                                              | [[تصنيف:صفحات تستخدم رمز علم غير موجود\|]] جمهورية الكونغو | طاجيكستان                          |
| --------------------------------------------------------- | ---------------------------------------------------------- | ---------------------------------- |
| المساحة (كم2)                                             | 342.00 ألف                                                 | 143.10 ألف                         |
| عدد السكان (نسمة)                                         | 5.26 مليون                                                 | 8.92 مليون                         |
| الكثافة السكانية (ن./كم²)                                 | 15.38                                                      | 62.33                              |
| العاصمة                                                   | برازافيل                                                   | دوشنبه                             |
| اللغة الرسمية                                             | لغة فرنسية                                                 | اللغة الطاجيكية                    |
| العملة                                                    | فرنك وسط أفريقي                                            | ساماني طاجيكي، الروبل الطاجيكستاني |
| الناتج المحلي الإجمالي (بليون دولار)                      | 8.72 مليار                                                 | 7.15 مليار                         |
| الناتج المحلي الإجمالي (تعادل القوة الشرائية) بليون دولار | 29.48 مليار                                                | 24.03 مليار                        |
| الناتج المحلي الإجمالي الاسمي للفرد دولار أمريكي          | 1.85 ألف                                                   | 925                                |
| الناتج المحلي الإجمالي للفرد دولار أمريكي                 |                                                            | 2.69 ألف                           |
| مؤشر التنمية البشرية                                      | 0.591                                                      | 0.624                              |
| رمز المكالمات الدولي                                      | +242                                                       | +992                               |
| رمز الإنترنت                                              | .cg                                                        | .tj                                |
| المنطقة الزمنية                                           | ت ع م+01:00                                                | ت ع م+05:00                        |

## منظمات دولية مشتركة
يشترك البلدان في عضوية مجموعة من المنظمات الدولية، منها:
| علم المنظمة | اسم المنظمة                        | تاريخ انضمام جمهورية الكونغو | تاريخ انضمام طاجيكستان |
| ----------- | ---------------------------------- | ---------------------------- | ---------------------- |
|             | مؤسسة التنمية الدولية              | 8 نوفمبر 1963                | 4 يونيو 1993           |
|             | مؤسسة التمويل الدولية              | 1 أكتوبر 1980                | 2 ديسمبر 1994          |
|             | منظمة حظر الأسلحة الكيميائية       | ?                            | ?                      |
|             | الأمم المتحدة                      | 20 سبتمبر 1960               | 2 مارس 1992            |
|             | منظمة الشرطة الجنائية الدولية      | ?                            | ?                      |
|             | البنك الدولي للإنشاء والتعمير      | 10 يوليو 1963                | 4 يونيو 1993           |
|             | وكالة ضمان الاستثمار متعدد الأطراف | 16 أكتوبر 1991               | 9 ديسمبر 2002          |
|             | يونسكو                             | 24 أكتوبر 1960               | 6 أبريل 1993           |
|             | الفريق المعني برصد الأرض           | ?                            | ?                      |